# Morro Reatino
Morro Reatino ist eine Gemeinde mit 340 Einwohnern (Stand 31. Dezember 2023) in der Provinz Rieti in der italienischen Region Latium.

## Geographie
Morro Reatino liegt 63 km nördlich von Rom und 20 km nördlich von Rieti. Es liegt in den Monti Reatini oberhalb des Tals des Velino.
Zur Gemeinde gehören die Ortsteile Pacce, Cerqueto, Collatea, La Croce, La Scilga, Le Casette, Santarioli, San Valentino, Torricella und Valliola. Das Gemeindegebiet erstreckt sich über eine Höhendifferenz von 418 bis 1210 Meter über Meereshöhe.
Morro Reatino ist Mitglied der Comunità Montana Montepiano Reatino.
Die Gemeinde liegt in der Erdbebenzone 2 (mittel gefährdet).
Die Nachbargemeinden sind Arrone (TR), Colli sul Velino, Labro, Polino (TR), Rivodutri.

## Geschichte
Morro Reatino wurde erstmals 1153 erstmals erwähnt.

## Bevölkerungsentwicklung
| Jahr      | 1861 | 1881 | 1901 | 1921 | 1936 | 1951 | 1971 | 1991 | 2001 |
| --------- | ---- | ---- | ---- | ---- | ---- | ---- | ---- | ---- | ---- |
| Einwohner | 682  | 658  | 730  | 806  | 786  | 665  | 449  | 367  | 377  |

Quelle: ISTAT

## Politik
Am 26. Mai 2019 wurde Gabriela Cintia Lattanzi zur neuen Bürgermeisterin gewählt.